# Leandro Ribela
Leandro de Carvalho Pinto Ribela, né le 22 mars 1980 à São Paulo, est un fondeur et biathlète brésilien.

## Biographie
Ribela découvre la neige et le ski à l'âge de douze ans à San Carlos de Bariloche en Argentine. Il travaille ensuite dans différentes stations de ski aux États-Unis, puis développe son goût pour la compétition.
Il commence d'abord en tant que biathlète au niveau international en 2006, participant aux Championnats d'Europe en 2007, ainsi qu'à l'IBU Cup, où son meilleur résultat est quinzième en 2009 lors de la poursuite de Bansko.
En ski de fond, il prend part à ses premiers Championnats du monde élite à Liberec, où il occupe la 117e place au sprint.
Il obtient sa qualification pour les Jeux olympiques d'hiver de 2010 à Vancouver, où il est 90e du quinze kilomètres libre.
Son meilleur résultat aux Championnats du monde date de 2011 à Oslo avec une 79e sur la poursuite.
Il court sa première et seule manche de Coupe du monde en février 2014 au sprint de Toblach. Peu après, il honore sa deuxième sélection aux Jeux olympiques à Sotchi, où il est 80e du sprint libre.
À partir de 2012, en compagnie d'Alexandre Oliveira, il fonde un nouveau programme d'entraînement dans les rues autour de l'université de São Paulo en voyant des jeunes adolescents travailler. En 2015, ce programme Ski na Rua devient un programme social, aidant ses élèves dans leur éducation. Il devient notamment un mentor pour le skieur Victor Santos.